# Cryptocheiridium formosanum
Cryptocheiridium formosanum är en spindeldjursart som först beskrevs av Edvard Ellingsen 1912.  Cryptocheiridium formosanum ingår i släktet Cryptocheiridium och familjen dvärgklokrypare. Inga underarter finns listade i Catalogue of Life.